# Limnoria japonica
Limnoria japonica är en kräftdjursart som beskrevs av Richardson1909. Limnoria japonica ingår i släktet Limnoria och familjen borrgråsuggor. Inga underarter finns listade i Catalogue of Life.